# Steven Okazaki

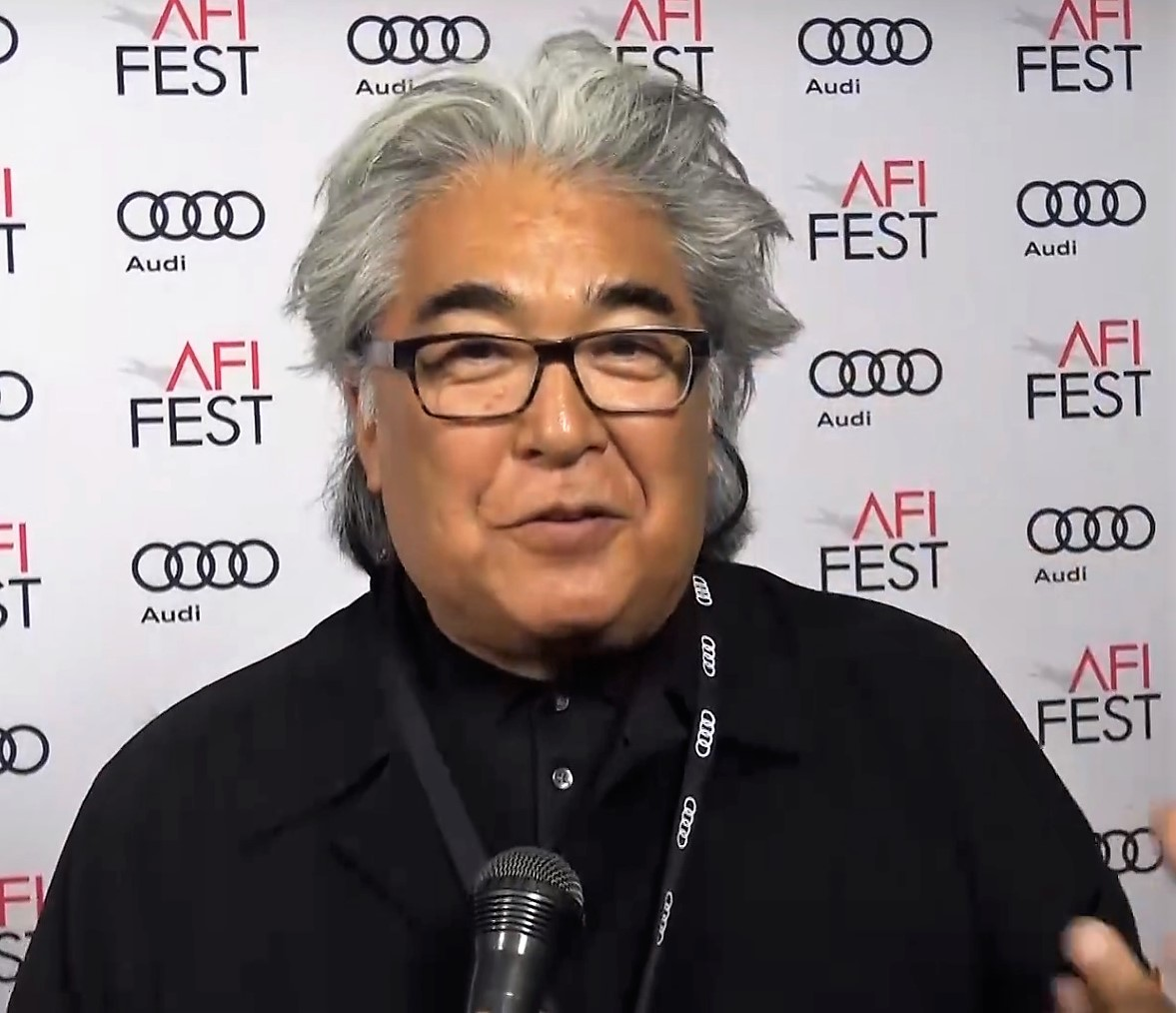
Steven Okazaki

Steven Okazaki (* 1952 in Los Angeles) ist ein amerikanischer Regisseur; überwiegend von Dokumentarfilmen. Bei seinen eigenen Filmen ist er häufig auch als Autor, Filmeditor und Produzent tätig.

## Leben
Okazaki ist in Venice, einem Stadtteil von Los Angeles, geboren und aufgewachsen.
Seine Großeltern, Eltern und er haben aufgrund ihres japanischen Aussehens Diskriminierungen erfahren müssen.
Er studierte an der San Francisco State University und machte dort 1976 seinen Bachelor in Film. 2009 wurde er in ihre Hall of fame aufgenommen.
Japan besuchte er zum ersten Mal etwa 1982 und er sagt über sich: Er fühle sich sowohl mit der amerikanischen als auch der japanischen Kultur vertraut, doch empfände er sich in beiden als Außenseiter.
Okazaki wohnt in Berkeley und ist mit der Journalistin Peggy Orenstein verheiratet. Sie haben eine gemeinsame Tochter namens Daisy Tomoko. Über die Schwierigkeiten, die damit verbunden waren, diese zu bekommen, hat seine Frau ein Buch geschrieben, mit dem Titel Waiting for Daisy: A Tale of Two Continents, Three Religions, Five Infertility Doctors, an Oscar, an Atomic Bomb, a Romantic Night, and One Woman's Quest to Become a Mother ISBN 1-59691-210-3.
Farallon Films ist der Name von Okazakis Produktionsfirma.

## Werk
Okazaki begann seine Karriere als Filmemacher 1976 mit Kurzfilmen für das Kinderprogramm bei Churchill Films.
1985 erschien sein Oscar-nominierter Dokumentarfilm über die Internierung japanischstämmiger Amerikaner mit dem Titel Unfinished Business. Im Jahr darauf kam Living on Tokyo Time in die Kinos, ein unter seiner Regie entstandener Spielfilm über eine Ehe zwischen einer Japanerin und einem japanischstämmigen Amerikaner.
Mit Days of Waiting von 1991, einem kurzen Dokumentarfilm über Estelle Peck Ishigo, griff er das Thema von Unfinished Business wieder auf. In Troubled Paradise dokumentiert er vier Menschen, die die Kultur Hawaiis bewahren wollen, sowie die sozialen und politischen Probleme der indigenen Bevölkerung. Ein weiterer Spielfilm unter seiner Regie wurde 1994 veröffentlicht: Die Low-Budget-Produktion The Lisa Theory handelt von einem Musiker namens Devon, der es vorzieht, sein Bett nicht mehr zu verlassen, nachdem seine Freundin Lisa ihre Beziehung beendet hat. Variety bewertete den Film als „goofy“ und „witty“. 1995 beendete Okazaki einen achtzehnminütigen Dokumentarfilm über junge, mit HIV-infizierte Erwachsene.
2000 wurde die Episode Black Tar Heroin: The Dark End Of the Street der Dokumentarfilmserie America Undercover über Heroinabhängige in San Francisco veröffentlicht. An diesem Film für HBO arbeitete Okazaki drei Jahre. Bei der Aufnahme wurde er mit den ethischen Problemen eines Dokumentarfilmers konfrontiert, gleichwohl er versuchte vor allem anderen zu dokumentieren, war das nicht immer möglich, zum Beispiel im Falle einer Überdosis, bei der die Arbeit unterbrach und Lebensrettungsmaßnahmen einleitete. Schließlich müsse man mit sich selbst leben können. ([...] you have to live with yourself.)  Fünf Jahre später drehte er für HBO Rehab, einen Dokumentarfilm über den Drogenentzug in einem dafür vorgesehenen Zentrum in Santa Cruz und den sich an den Entzug anschließenden Alltag.
Im selben Jahr erschien ein kurzer Dokumentarfilm namens The Mushroom Club. Eigentlich wollte er seit seinem ersten Japanbesuch einen großangelegten Film über Hiroshima und Nagasaki machen, stieß aber auf verschiedene Hindernisse, wie Zweifel an der eigenen Kompetenz, den Unwillen zur Kooperation in den USA und Japan sowie Finanzierungsprobleme, weshalb er nur einen kleinen Film machte. Diesen charakterisiert er als „a little tribute, a bow and a thank you, to the people of Hiroshima [...] to pay off the debt I felt to them for sharing their stories with me“. 2007, zwei Jahre später veröffentlichte Okazaki dann White Light/Black Rain, einen abendfüllenden Dokumentarfilm zum gleichen Thema. Er habe versucht keine Seite einzunehmen, da er „docu-gandas“ à la Michael Moore ablehne. Sondern das Publikum solle dazu gebracht werden, den Geschichten der porträtierten Menschen, sowohl hibakusha als auch involvierte, amerikanische Soldaten, Gehör zu schenken, da, wie im Anfang des Films gezeigt, selbst viele junge Japaner nicht wissen, was am 6. August 1945 geschah. Im Gegensatz zu anderen Dokumentarfilmen, wo man jedes Fitzelchen Drama aufgreift, bestand die Schwierigkeit beim Machen dieses Films darin, die Aufmerksamkeit des Publikums nicht durch emotionale Überwältigung zu verlieren.
Der Dokumentarfilm The Conscience of Nhem En handelt von einem anderen Aspekt der Geschichte Asiens. Hier hielt Okazaki die Berichte von Überlebenden des Tuol-Sleng-Gefängnis sowie des Gefängnisphotographen, eines sechzehnjährigen Soldaten mit dem Namen Nhem En, fest.
Sein 2011 veröffentlichter Dokumentarfilm Approximately Nels Cline hat Nels Cline, den Gitarristen von Wilco, zum Protagonisten. Für den im selben Jahr erschienenen Kurzfilm All We Could Carry kehrte er zum Thema der Internierung Japanischstämmiger zurück und interviewte zwölf Menschen über ihre Erfahrungen in den War Relocation Centers.

## Filmografie (Auswahl)
- 1986: Unfinished Business (als Autor, Regisseur, Kameramann, Editor und Produzent)
- 1987: Living on Tokyo Time (als Autor, Regisseur, Kameramann und Editor)
- 1990: Days of Waiting (als Regisseur, Kameramann, Editor und Produzent)
- 1992: Troubled Paradise (als Autor, Regisseur, Kameramann, Editor und Produzent)[5]
- 1993: The Lisa Theory. Spielfilm, 80 min.[8]
- 1994: Crumb (als Kameraassistent)
- 1995: Alone Together: Young Adults Living with HIV (als Regisseur)
- 2000: Black Tar Heroin: The Dark End Of the Street (als Regisseur, Kameramann, Editor und Produzent)
- 2005: The Mushroom Club (als Regisseur)
- 2005: Rehab (als Regisseur und Produzent)
- 2007: White Light/Black Rain: The Destruction of Hiroshima and Nagasaki (als Drehbuchautor, Regisseur und Produzent)
- 2008: The Conscience of Nhem En (als Regisseur, Kameramann, Editor und Produzent)
- 2009: Unlisted: A Story of Schizophrenia (als Co-Regisseur)
- 2010: Crushed: The Oxycontin Interviews (als Regisseur)
- 2011: Approximately Nels Cline (als Regisseur, Editor und Produzent)
- Have You Seen Me.[1]
- 2011: All We Could Carry. Dokumentarfilm, 15 min.[9]
- 2015: Heroin: Cape Cod, USA. Dokumentarfilm, 75 min.[10]

## Preise und Auszeichnungen
Die Filme Okazakis wurden für verschiedene Preise nominiert und oft auch ausgezeichnet. So bekam er z. B. einen Oscar 1991 in der Kategorie Bester Dokumentar-Kurzfilm für Days of Waiting, sowie Oscarnominierungen für Unfinished Business, The Mushroom Club und The Conscience of Nhem En.